# Phyllostomus discolor
El murciélago de nariz de lanza, Phyllostomus discolor, es una especie de quiróptero que se encuentra en los bosques húmedos y plantaciones de Centroamérica y el norte de Sudamérica.

## Morfología
El pelaje es aterciopelado y corto. En el dorso es negruzco a marrón o castaño, a veces con tonos anaranjados.
Presenta  hoja nasal y la herradura de su base no está fusionada al labio superior. La longitud de la cabeza con el cuerpo alcanza entre 10,3 y 12,4 cm, la de la cola entre 1 y 2,9 cm, la longitud del pie de 1,9 a 2,5 cm, la de la oreja de 2,8 a 3,4 cm y la longitud del antebrazo entre 8 y 9,3 cm. Pesa entre 78 y 110 g.

## Alimentación
Se alimenta de insectos, carne, frutos, néctar y polen.